# Radley (Royaume-Uni)
Pour les articles homonymes, voir Radley.
Radley  est un village et une paroisse d'Angleterre, à moins de 2 km, au nord-est du centre d'Abingdon, Oxfordshire. La paroisse comprend le hameau de Lower Radley sur la Tamise. Le village était dans le Berkshire jusqu'au redécoupage de 1974 qui l'a transféré dans l'Oxfordshire.  L'agglomération est le siège du Radley College, un établissement scolaire privé renommé qui accueille des garçons à partir de 13 ans.

## Église
L'église Saint-James-le- Majeur a été construite vers 1290. Bien que bâtie en pierre, son toit est supporté par des piliers en bois, installés par des abbés à qui il fut demandé, dans une apparition, d'aller les chercher dans la forêt[réf. nécessaire].

## Personnalités
- George Bowyer (7e baronnet ; 1811-1883), avocat, homme politique, est né à Radley Hall, aujourd'hui un des bâtiments du Radley College.

## Références

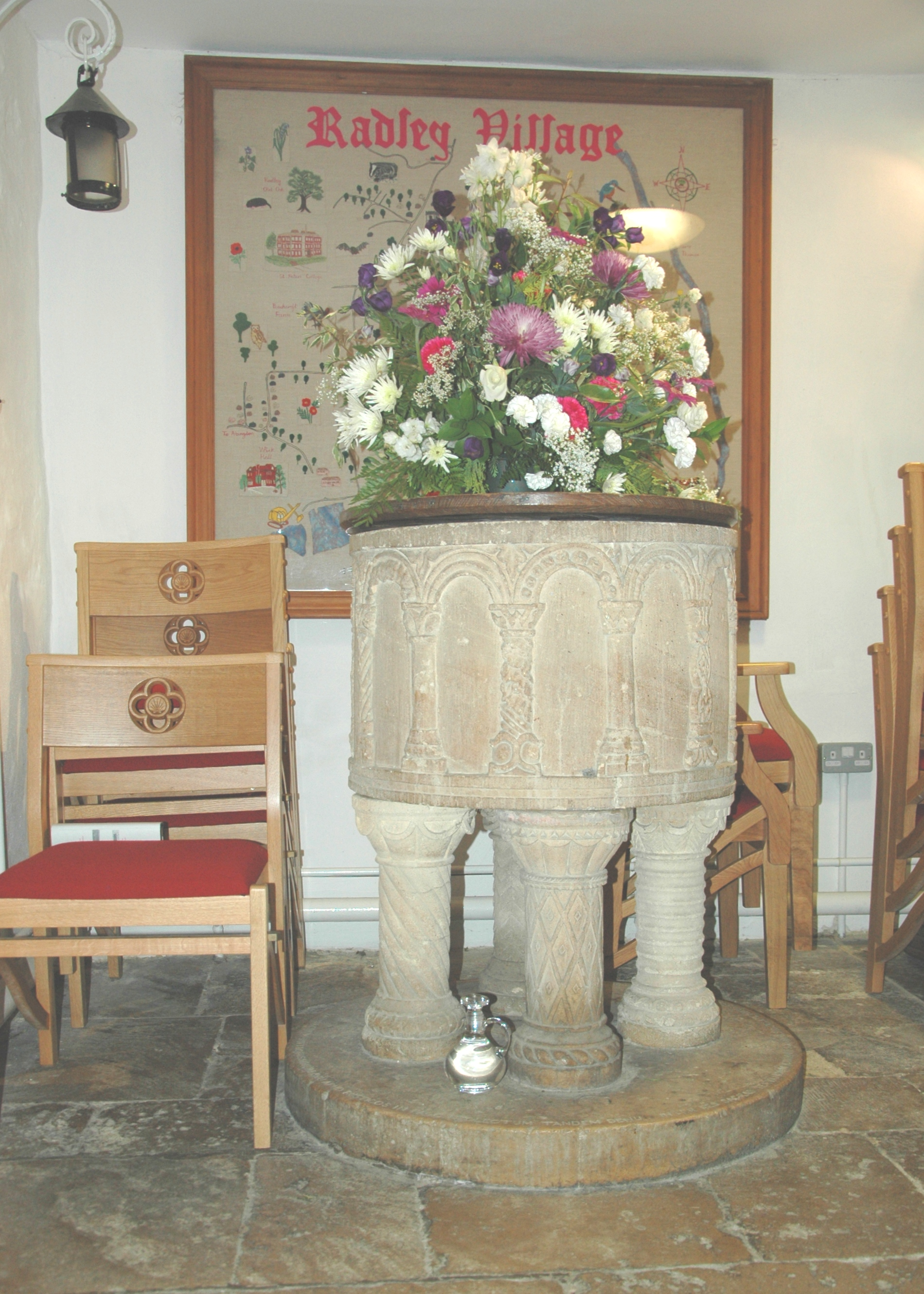
Fonts baptismaux normands dans l'église, sur quatre colonnettes.

## Services
Radley dispose d'une gare depuis 1844.

## Pour approfondir

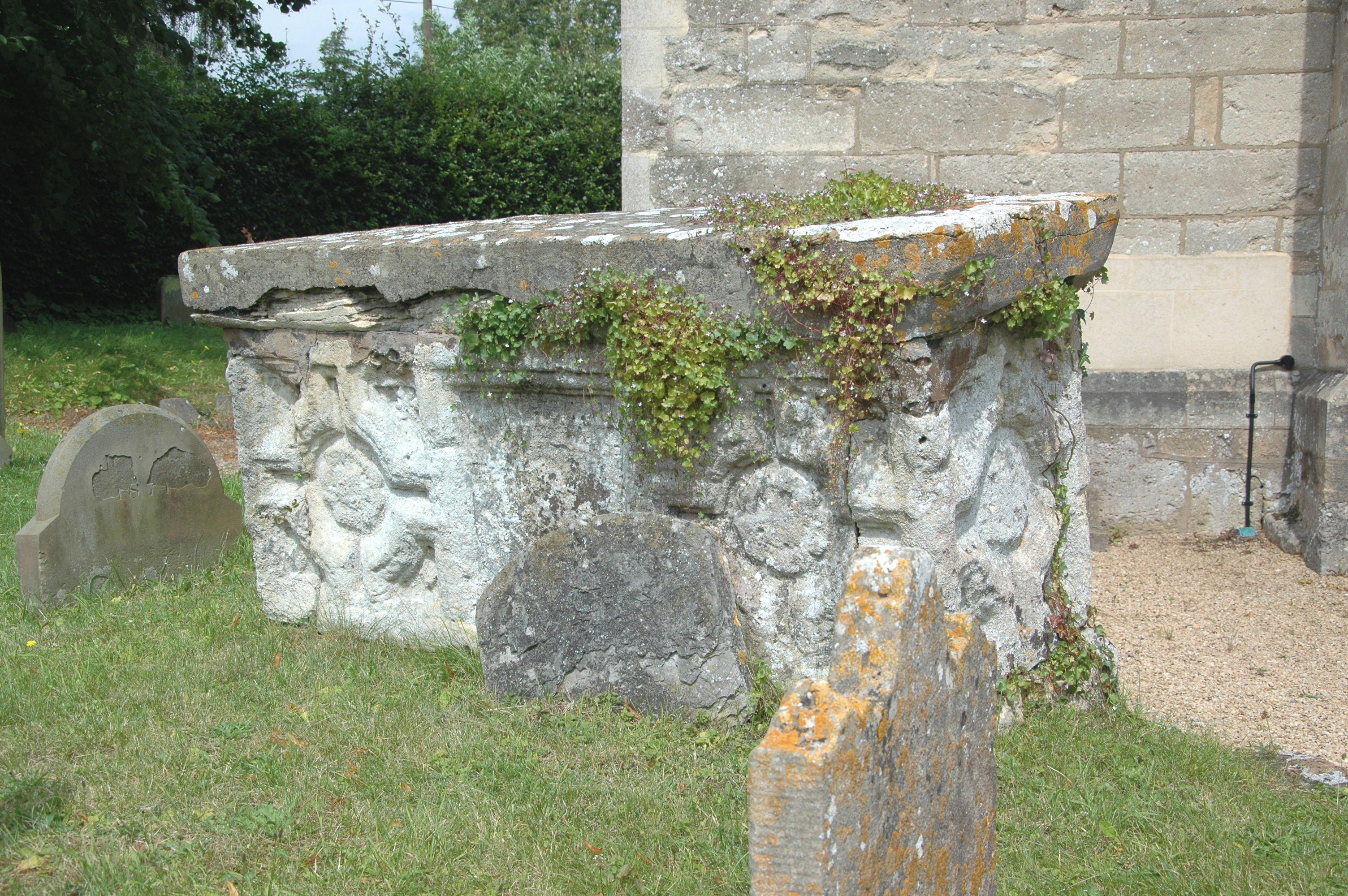
Dans le cimetière.

- (en) Alistair Barclay et Claire Halpin, Excavations at Barrow Hills, Radley, Oxfordshire : Volume 1 The Neolithic and Bronze Age Monument Complex, vol. 11, Oxford, Oxford University School of Archaeology, coll. « Thames Valley Landscape Series », 1999 (ISBN 0-947816-89-5)
- (en) Richard Chambers et Ellen McAdam, Excavations at Radley Barrow Hills, Radley, Oxfordshire : Volume 2 The Romano-British Cemetery and Anglo-Saxon Settlement, vol. 25, Oxford, Oxford University School of Archaeology, coll. « Thames Valley Landscape Series », 2007, 347 p. (ISBN 978-0-947816-73-5)
- (en) W.H. Page et P.H. Ditchfield, A History of the County of Berkshire, Volume 4, coll. « Victoria County History », 1924, 410–416 p.
- (en) Nikolaus Pevsner, Berkshire, Harmondsworth, Penguin Books, coll. « The Buildings of England », 1966, 196–197 p.